# Jarmo Kekäläinen
Jarmo Kekäläinen (* 3. Juli 1966 in Tampere) ist ein ehemaliger finnischer Eishockeyspieler und -funktionär, der in seiner aktiven Zeit von 1983 bis 1995 unter anderem für die Boston Bruins und Ottawa Senators in der National Hockey League (NHL) gespielt hat. Anschließend wurde er vor allem als General Manager der Columbus Blue Jackets bekannt, die er von 2013 bis 2024 in dieser Funktion betreute.

## Karriere
Jarmo Kekäläinen begann seine Karriere als Eishockeyspieler bei KalPa Kuopio, für dessen Profimannschaft er von 1983 bis 1985 in der zweitklassigen I divisioona aktiv war. Anschließend spielte der Angreifer zwei Jahre lang in der SM-liiga für Ilves Tampere, ehe er von 1987 bis 1989 die Clarkson University besuchte, für deren Mannschaft er in der ECAC Hockey spielte. In seiner Zeit in der ECAC wurde er in das erste All-Star Team der Liga gewählt. 
Am 3. Mai 1989 unterschrieb Kekäläinen einen Vertrag als Free Agent bei den Boston Bruins, für die er in der Saison 1989/90 sein Debüt in der National Hockey League gab. In seinem Rookiejahr erzielte er in elf Spielen zwei Tore und gab eben so viele Vorlagen. Parallel kam er in 18 Spielen für Bostons Farmteam Maine Mariners in der American Hockey League zum Einsatz, für die er dabei 16 Scorerpunkte erzielte. Nachdem er auch in der folgenden Spielzeit für beide Teams parallel aufgelaufen war und sich nicht in der NHL durchsetzen konnte, kehrte der Nationalspieler nach Finnland zurück, wo er je ein Jahr lang für seinen Ex-Club KalPa Kuopio und Tappara Tampere in der SM-liiga auf dem Eis stand. 
Am 13. August 1993 wurde Kekäläinen als Free Agent von den Ottawa Senators verpflichtet, die ein Jahr zuvor den Spielbetrieb in der NHL aufgenommen hatten. Für die Kanadier erzielte er in 28 Spielen ein Tor und gab weitere fünf Vorlagen. Der Durchbruch in der NHL gelang ihm jedoch auch im zweiten Anlauf nicht, sodass er 18 Mal für Ottawas AHL-Farmteam Prince Edward Island Senators antrat, für die er zwölf Scorerpunkte beisteuerte. Die Saison 1994/95 verbrachte der Finne schließlich beim Västerås IK in der schwedischen Elitserien, bei dem er anschließend im Alter von 29 Jahren seine aktive Karriere beendete. 
Unmittelbar im Anschluss an seine Spielerkarriere wurde der ehemalige NHL-Spieler General Manager beim HIFK Helsinki. Unter seiner Leitung wurde der Hauptstadtclub 1998 Finnischer Meister. Zwischen 1999 und 2006 war er je drei Jahre lang als Scout für die NHL-Clubs Ottawa Senators und St. Louis Blues tätig. Bei den St. Louis Blues wurde er daraufhin zum Assistenz-General Manager befördert. Diesen Posten hatte er fünf Jahre lang bis 2010 inne. Ab der Saison 2010/11 war er als General Manager für Jokerit Helsinki aus der SM-liiga verantwortlich.
Ab dem 13. Februar 2013 war Kekäläinen als General Manager bei den Columbus Blue Jackets tätig und ersetzte dabei Scott Howson. Er wurde damit der erste Europäer auf dieser Position in der Geschichte der NHL. Unter seiner Ägide erreichten die Jackets fünfmal die Playoffs und gewannen dabei 2019 ihre erste Playoff-Runde.  Wesentliche Verpflichtungen waren unter anderem die von Seth Jones, Artemi Panarin und Patrik Laine. Langfristiger Erfolg stellte sich dabei jedoch nicht ein, wobei unter anderem auch die nur sehr kurz währende Verpflichtung von Mike Babcock als Cheftrainer seiner Reputation schadete.
Nach über zehn Jahren als „GM“ wurde er letztlich im Februar 2024 entlassen und interimsweise durch John Davidson ersetzt, zu diesem Zeitpunkt President of Hockey Operations.

### International
Für Finnland nahm Kekäläinen an der Junioren-Weltmeisterschaft 1986, sowie 1991 am Canada Cup teil.

## Erfolge und Auszeichnungen
- 1989 ECAC First All-Star Team
- 1998 Finnischer Meister mit HIFK Helsinki (als General Manager)

## Familie
Jarmo Kekäläinens Vater Kari und sein Bruder Janne waren ebenfalls professionelle Eishockeyspieler.